# Скидан, Тимофей Иванович
Тимофей Иванович Скидан (20 февраля 1926, Приморский край — 22 сентября 1976, Приморский край) — разведчик взвода пешей разведки 1344-го стрелкового полка 319-й стрелковой дивизии 43-й армии 3-го Белорусского фронта. На момент представления к награждению орденом Славы 1-й степени — младший сержант, впоследствии — старшина.

## Биография
Родился 20 февраля 1926 года в деревне Рубиновка Пограничного района Приморского края. Окончил 8 классов. Работал забойщиком на шахте.
В Красной Армии и на фронте в Великую Отечественную войну с 1943 года. Сражался на 2-м и 1-м Прибалтийских фронтах. Принимал участие в освобождении Прибалтики, Польши, в боях на территории Восточной Пруссии.
Командир отделения роты автоматчиков 1344-го стрелкового полка младший сержант Тимофей Скидан 29 августа 1944 года в районе населенного пункта Берзини, защищая командира, в рукопашном бою сразил троих солдат противника.
Приказом по 319-й стрелковой дивизии от 17 сентября 1944 года за мужество и отвагу, проявленные в боях, младший сержант Скидан Тимофей Иванович награждён орденом Славы 3-й степени.
25 декабря 1944 года в бою на дальних подступах к городу Клайпеда командир отделения взвода пешей разведки 1344-го стрелкового полка Тимофей Скидан, действуя в составе группы, переправился через реку Неман, преодолел минное поле и проволочное заграждение и, ворвавшись на вражеский наблюдательный пункт, захватил в плен солдата.
Приказом по 43-й армии от 28 декабря 1944 года за мужество и отвагу, проявленные в боях, младший сержант Скидан Тимофей Иванович награждён орденом Славы 2-й степени.
23-24 января 1945 года при овладении городом Лабиау разведчик взвода пешей разведки 1344-го стрелкового полка Тимофей Скидан в составе группы захвата проник в расположение противника и, ворвавшись на наблюдательный пункт, захватил «языка».
Указом Президиума Верховного Совета СССР от 19 апреля 1945 года за образцовое выполнение заданий командования в боях с немецко-вражескими захватчиками младший сержант Скидан Тимофей Иванович награждён орденом Славы 1-й степени, став полным кавалером ордена Славы.
За годы войны разведчик Тимофей Скидан лично взял в плен 30 «языков».
Участник исторического Парада Победы 24 июня 1945 года в Москве на Красной площади.
После войны некоторое время продолжал службу в Вооруженных Силах СССР. В 1950 году старшина Т. И. Скидан уволен в запас. В 1953 году стал членом КПСС. Жил в городе Лесозаводск Приморского края. Работал слесарем. Затем переехал в город Волгоград. Скончался 22 сентября 1976 года.
Награждён двумя орденами Красного Знамени, орденом Отечественной войны 2-й степени, орденами Славы 1-й, 2-й и 3-й степени, медалями.
Именем Т. И. Скидана названа улица в городе Лесозаводск.